# Kelly Tripucka
Peter Kelly Tripucka (Glen Ridge, 16 febbraio 1959) è un ex cestista statunitense, professionista nella NBA.

## Carriera
Venne selezionato dai Detroit Pistons al primo giro del Draft NBA 1981 (12ª scelta assoluta).

## Statistiche
| * | Primo nella lega |

### NBA

#### Regular Season
| Anno      | Squadra           | PG  | PT  | MP    | TC%  | 3P%  | TL%  | RP  | AP  | PRP | SP  | PP   |
| --------- | ----------------- | --- | --- | ----- | ---- | ---- | ---- | --- | --- | --- | --- | ---- |
| 1981-1982 | Detroit Pistons   | 82  | 82  | 37,5  | 49,6 | 22,7 | 79,7 | 5,4 | 3,3 | 1,1 | 0,2 | 21,6 |
| 1982-1983 | Detroit Pistons   | 58  | 58  | 38,8* | 48,9 | 37,8 | 84,5 | 4,6 | 4,1 | 1,2 | 0,3 | 26,5 |
| 1983-1984 | Detroit Pistons   | 76  | 75  | 32,8  | 45,9 | 11,8 | 81,5 | 4,0 | 3,0 | 0,9 | 0,2 | 21,3 |
| 1984-1985 | Detroit Pistons   | 55  | 43  | 30,5  | 47,7 | 40,0 | 88,5 | 4,0 | 2,5 | 0,9 | 0,3 | 19,1 |
| 1985-1986 | Detroit Pistons   | 81  | 81  | 32,4  | 49,8 | 48,0 | 85,6 | 4,3 | 3,3 | 1,1 | 0,1 | 20,0 |
| 1986-1987 | Utah Jazz         | 79  | 76  | 23,6  | 46,9 | 36,5 | 87,2 | 3,1 | 3,1 | 1,1 | 0,1 | 10,1 |
| 1987-1988 | Utah Jazz         | 49  | 21  | 19,9  | 45,9 | 41,9 | 86,8 | 2,4 | 2,1 | 0,7 | 0,1 | 7,5  |
| 1988-1989 | Charlotte Hornets | 71  | 65  | 32,4  | 46,7 | 35,7 | 86,6 | 3,8 | 3,2 | 1,2 | 0,2 | 22,6 |
| 1989-1990 | Charlotte Hornets | 79  | 73  | 30,4  | 43,0 | 36,5 | 88,3 | 4,1 | 2,8 | 0,9 | 0,2 | 15,6 |
| 1990-1991 | Charlotte Hornets | 77  | 1   | 16,7  | 45,4 | 33,3 | 91,0 | 2,3 | 2,1 | 0,4 | 0,2 | 7,0  |
| Carriera  | Carriera          | 707 | 575 | 29,6  | 47,3 | 36,1 | 84,9 | 3,8 | 3,0 | 1,0 | 0,2 | 17,2 |

#### Playoffs
| Anno     | Squadra         | PG | PT | MP    | TC%  | 3P% | TL%  | RP  | AP  | PRP | SP  | PP   |
| -------- | --------------- | -- | -- | ----- | ---- | --- | ---- | --- | --- | --- | --- | ---- |
| 1984     | Detroit Pistons | 5  | -  | 41,6  | 47,1 | 0,0 | 80,4 | 4,6 | 3,0 | 2,2 | 0,0 | 27,4 |
| 1985     | Detroit Pistons | 9  | 9  | 32,0  | 41,4 | 0,0 | 87,5 | 4,3 | 3,2 | 0,4 | 0,3 | 14,8 |
| 1986     | Detroit Pistons | 4  | 4  | 43,8* | 46,5 | -   | 91,3 | 5,8 | 2,3 | 0,8 | 0,5 | 21,8 |
| 1987     | Utah Jazz       | 5  | 5  | 14,0  | 70,0 | 0,0 | 100  | 1,4 | 0,6 | 0,8 | 0,0 | 6,4  |
| 1988     | Utah Jazz       | 2  | 0  | 4,5   | 33,3 | -   | -    | 0,5 | 0,5 | 0,0 | 0,0 | 1,0  |
| Carriera | Carriera        | 25 | 18 | 30,0  | 46,2 | 0,0 | 85,6 | 3,7 | 2,3 | 0,9 | 0,2 | 15,6 |

## Palmarès
- NCAA AP All-America Third Team (1979)
- NBA All-Rookie First Team (1982)
- 2 volte NBA All-Star (1982, 1984)